# Hegyhátsál
Hegyhátsál là một thị trấn thuộc hạt Vas, Hungary. Thị trấn này có diện tích 4,58 km², dân số năm 2010 là 145 người, mật độ 32 người/km².